# Ste-Marie-Madeleine (Taizé)

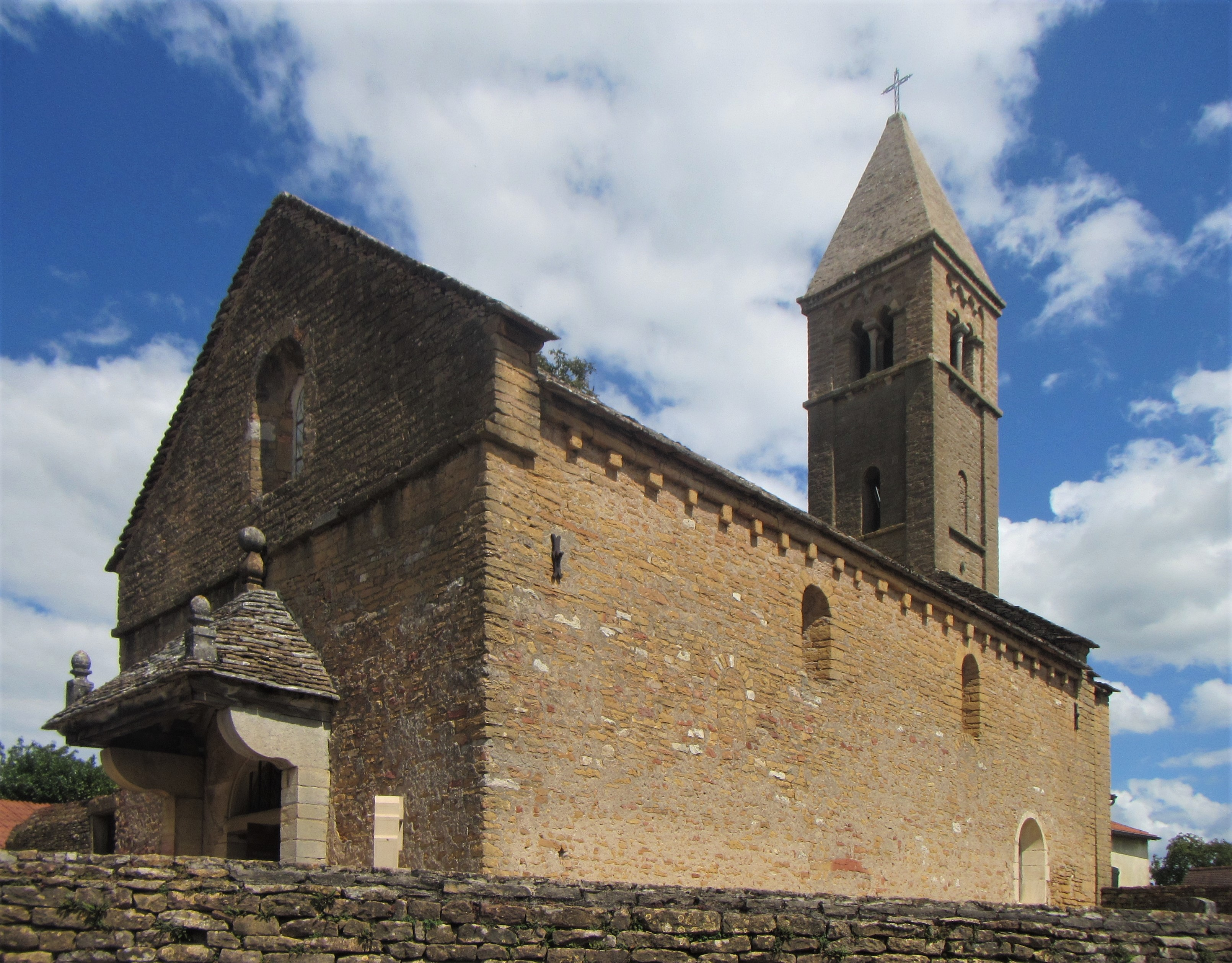
Ste-Marie-Madeleine

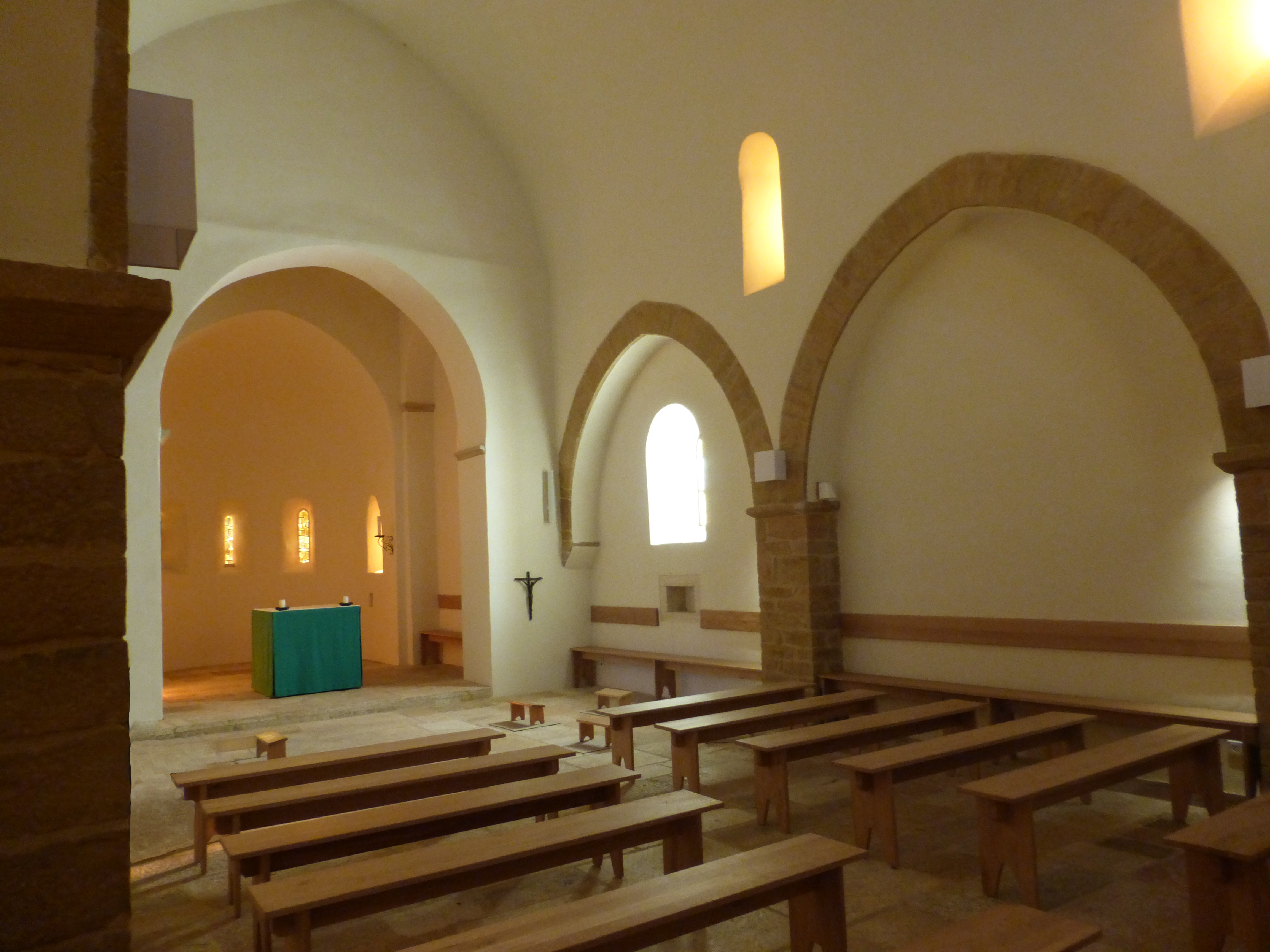
Inneres Richtung Chor, nach der Renovierung von 2017

Die  römisch-katholische Kirche Ste-Marie-Madeleine befindet sich in Taizé  im französischen Département Saône-et-Loire. Die Kirche ist seit 1913 als Monument historique klassifiziert.

## Geschichte
Die Kirche Ste-Marie-Madeleine wurde 1156 zum ersten Mal als Besitz der Abtei Cluny erwähnt. Sie wurde im 12. Jahrhundert als romanische Chorturmkirche errichtet. Das Gotteshaus ist einschiffig und besitzt im Langhaus jeweils auf beiden Seiten zwei hochliegende kleine Rundbogenfenster aus der Erbauungszeit. Über dem Chorraum erhebt sich der schlanke Chorturm. Unmittelbar daran schließt das Gebäude im Osten mit einer Halbkreisapsis.
Ab 1949 wurde die Kirche zunächst von der ökumenischen Communauté de Taizé genutzt, bevor diese ein eigenes Kirchengebäude im Ort errichten konnte. Noch heute wird sie für persönliche Gebete der Brüder sowie für kleinere Gottesdienste der Besucher der Gemeinschaft genutzt, außerdem dient sie vielen Gästen als Rückzugsort, für Meditation oder das persönliche Gebet.
Vor der Kirche befindet sich der Dorffriedhof, auf dem unter anderem der Gründer der Communauté Frère Roger und weitere Brüder liegen. Das Grab gilt als beliebte Pilgerstätte.
Im Jahr 2017 wurde das Innere der Kirche renoviert. Der Eingangsbereich wurde mit einer Schleuse aus Glastüren erneuert, die Innenwände wurden in einem warmen Weißton gestrichen und die Bänke wurden mit schlichten Holzbänken ausgetauscht.